# Émile Bilodeau
Pour les articles homonymes, voir Bilodeau.
Émile Bilodeau, né le 28 juin 1996 à Longueuil au Québec (Canada), est un auteur-compositeur-interprète québécois. Il est un grand amateur de la déclinaison familière de la langue française. Ses chansons s’adressent à un public de sa génération et sont teintées de touches engagées.

## Musicographie
Émile Bilodeau débute la batterie dès l'âge de quinze ans, puis la guitare,. Il compose ses premières chansons à seize ans et sort, pendant ses études, son premier CD dans le cadre d'un projet de création. Une des chansons de l'album, Dehors, sera présente sur son premier album Rites de passage. Il participe en 2013 à son premier Festival de la chanson à Saint-Ambroise (village natal de sa grand-mère), où il se rend en finale et remporte deux prix. Alors joueur d'improvisation théâtrale au Cégep Édouard-Montpetit, il se fait remarquer en 2013 grâce à un numéro « Célibataire depuis 17 ans » au gala On se met le monde ado du festival Juste pour rire. Il participe aussi en 2015 au Festival en chanson de Petite-Vallée lors duquel il reçoit deux prix. À dix-sept ans, il fait la rencontre de Philippe Brach lors de son passage au Festival de la chanson de Tadoussac et fait pour lui trois « premières parties » en 2016.
Le 26 avril 2014, il remporte le deuxième prix du concours Cégeps en spectacle et le prix Fondation SOCAN. Le 13 septembre 2014, il remporte sept prix lors du Festival international de la chanson de Granby et cinq prix au festival de la chanson de Saint-Ambroise en août de la même année.
Il est remarqué par le fondateur du label Dare to Care Records, Eli Bisonnette, lors de son passage aux Francouvertes 2015 où il termine en troisième position. Lors de sa participation aux Francouvertes , il participe en parallèle au Cabaret Festif! de la Relève où il remporte le premier prix. À l'automne 2016, il lance son premier album Rites de passage, réalisé et arrangé par l'auteur-compositeur-interprète Philippe B. Approché par Steve Jolin et Philippe B, Émile Bilodeau réinterprète la pièce « Le chant du bum » sur l'album Hommage à Richard Desjardins,. En 2018, il participe à l'album Héritage, en hommage à Félix Leclerc, sur lequel il réinterprète « Les 100 000 façons de tuer un homme ».
En mai 2017, Bilodeau devient la révélation musicale en chanson de Radio-Canada. En novembre de la même année, il remporte le prix Félix de la révélation de l'année à l'ADISQ.
Il est le porte-parole du Tour de l'Île de Montréal en 2018 ainsi que du Cabaret Festif! de la Relève pour deux années consécutives (2017-2018).[pertinence contestée]
En 2019, Émile Bilodeau est en tournée pour la promotion de son nouvel album Grandeur mature.
En 2021, il sort l'album Petite nature.,
En 2022, il lance Tout seul comme un grand. Dans la même année, Émile Bilodeau se mérite une nomination dans la catégorie Album de l’année - Folk au gala de l’ADISQ 2022.
En 2023, il sort l'album Au bar des Espoirs,.

## Discographie

### Single et collaboration
- 2017 : Hockey (single)
- 2019 : Candy (avec Caroline Savoie)
- 2019 : ´´Freddie Mercury’´ (avec Klô Pelgag)
- 2022 : Tshe minupunanu (avec Scott-Pien Picard, Maten)[21]

## Prix et distinctions
- 2013 :
  - Festival de la chanson de Saint-Ambroise[22]
  - Prix Festival de la chanson de Tadoussac
  - Prix Sorties Racine
- 2014 : Cégeps en spectacle[7]
  - Récipiendaire de la bourse de la SOCAN pour la qualité de ses textes
  - Gagnant de la finale régionale Cégeps en spectacle Centre Ouest
  - Gagnant de la finale locale et de la bourse coup de cœur du public du Cégep Édouard Montpetit
- 2014 : Festival de la chanson de Saint-Ambroise
  - Prix Festif Baie St-Paul
  - Prix du Public
  - Prix de la chanson primée SOCAN
  - Prix O Soleil
  - Prix LSM
- 2014 : Festival international de la chanson de Granby[23]
  - Prix de la meilleure présence sur scène
  - Prix du Public
  - Prix Festival d’été de Québec
  - Prix Francofolies de Montréal
  - Prix du Festival du Voyageur
  - Prix ROSEQ
  - Prix Réseau Centre
- 2015 :
  - Francouvertes[24]
  - Prix UDA
  - Prix ChanteauFête de Charlevoix
  - Prix l’Ange Vagabond de St-Adolphe d’Howard
- 2017 : Révélation musicale en chanson 2017-2018 de Radio-Canada[25]
- 2017 : Prix Félix de la Révélation de l'année 2017 au Gala de l'ADISQ
- 2018 : Bourse Ma première tournée remis au Gala ADISQ
- 2018 : Prix d’un premier album francophone d’un artiste québécois s’étant démarqué avec un ou des extraits sur les ondes des radios BDS aux Rencontres ADISQ
- 2020 : Interprète masculin de l'année au Gala de l'ADISQ [26].
- 2024 : Nomination à l'ADSIQ pour Album de l'année - Folk pour l'album Au bar des espoirs[27]